# نيلسون هايوارد
نيلسون هايوارد هو سياسي أمريكي، ولد في 1810، وتوفي في 14 أبريل 1857. نشط حزبياً في الحزب الديمقراطي.